# Flicka
Flicka is een restaurant in Kerkdriel. Tijdens de uitreiking van de Michelingids 2019 is de eetgelegenheid onderscheiden met een Michelinster.

## Geschiedenis
De eigenaar is Thomas van Santvoort, die eerder onder meer werkte bij de restaurants Boreas, Parkheuvel, Beluga, De Fuik en Chalet Royal. Flicka opende in september 2017 zijn deuren op de plek waar eerder een eetcafé stond. Het restaurant kreeg in 2019 een Michelinster, iets meer dan een jaar na de opening. GaultMillau heeft het restaurant in 2019 onderscheiden met 14,5 van de 20 punten, in de editie van 2024 steeg de zaak naar 15 punten.